# Reprezentacja Izraela w piłce nożnej mężczyzn
Reprezentacja Izraela w piłce nożnej od 1929 roku jest członkiem FIFA. Do 1974 roku należała do AFC, później do OFC, a w 1994 roku została przyjęta do UEFA.

## Historia
W latach 1928–1948 piłkarze Izraela grali w barwach reprezentacji Palestyny. Dopiero w maju 1948 roku, kiedy Izrael ogłosił niepodległość, powstała samodzielna drużyna narodowa tego kraju. Pierwszym ich meczem było spotkanie ze Stanami Zjednoczonymi przegrane 1-3.
Największe sukcesy reprezentacja odnosiła w latach 60. i na początku 70. Od 1956 do 1968 roku czterokrotnie stawała na podium w Pucharze Azji, w tym raz, kiedy była gospodarzem turnieju w 1964 roku, zdobyła główne trofeum. Ponadto dwa razy przegrywała w finale z Koreą Południową. W 1968 roku piłkarze Izraela po raz pierwszy zagrali na Igrzyskach Olimpijskich. W swojej grupie wyszli z drugiego miejsca, pokonując Ghanę oraz Salwador. Po porażce z Bułgarią zakończyli swój udział na ćwierćfinale. Zwieńczeniem udanej dekady był awans do mundialu 1970. W Meksyku podopieczni Imanu’ela Szefera w pierwszym meczu ulegli 0:2 Urugwajowi, ale w pozostałych zremisowali, najpierw ze Szwecją i na koniec z przyszłymi wicemistrzami świata Włochami. Jedyną bramkę na tym turnieju zdobył Mordechai Spiegler z reprezentacją Szwecji. Był wtedy największą gwiazdą Izraela oraz jego kapitanem. Do awansu z grupy zabrakło im dwóch punktów.
Był to pierwszy i jedyny do tej pory start reprezentantów Izraela w mistrzostwach świata. W 1976 roku kolejny raz udało się im awansować do Igrzysk Olimpijskich. Wszystkie trzy mecze w grupie zakończyły się remisem, po wyjściu z grupy ulegli Brazylii 1-4. Od tamtej pory nie udało im się zakwalifikować do żadnej prestiżowej imprezy piłkarskiej. Eliminacje do Mistrzostw Świata 1990 roku rozpoczęli w grupie Oceanii, w fazie grupowej wyeliminowali Nową Zelandię i Australię. W fazie play-off odpadli z reprezentacją Kolumbii, po jedynej straconej bramce w wyjazdowym spotkaniu. Kolejne kwalifikacje do Mistrzostw Świata były o wiele gorsze, Izrael zajął ostatnie miejsce w grupie. Wygrali jeden mecz w wyjazdowym spotkaniu z Francją. W dużej mierze z tego względu Francuzi nie zakwalifikowali się do Mistrzostw Świata.
Udanymi eliminacjami były kwalifikacje do Mistrzostw Europy 2000 roku, pamiętnym meczem wtedy było spotkanie z Austrią zwyciężone aż 5-0 i dzięki temu udało im się osiągnąć baraże ustępując Hiszpanii i wyprzedzając właśnie Austriaków. Niestety faza play-off zakończyła się sromotną porażką z reprezentacją Danii. Na swoim stadionie przegrali 0-5, a w rewanżu 0-3. Dobra forma trwała także chwilę później, do eliminacji Mistrzostw Świata w Korei Południowej i Japonii. W ostatnim meczu kolejny raz Izraelczycy musieli się zmierzyć o baraże z Austriakami. Prowadzili jedną bramką, jednak w doliczonym czasie bramkę na 1-1 zdobył Andreas Herzog, wyeliminowało to ich z możliwości fazy play-off i od niedawna trenerem reprezentacji jest właśnie Herzog, co wiąże się z kontrowersjami wokół niektórych osób izraelskiej piłki.

## Izraelczycy w Europie
Po pozytywnym doświadczeniu z Mundialu w Meksyku, europejskie kluby zaczęły się interesować izraelskimi reprezentantami. Trzech piłkarzy kilka lat później przeniosło się do europejskich klubów. Najbardziej znanym przypadkiem jest gwiazda tego okresu Mordechaj Szpiegler, który w 1972 roku przeniósł się do Paris FC i w pierwszej lidze francuskiej regularnie zdobywał bramki. W tym samym roku Szemu'el Rosenthal przeszedł do Borussii Monchengladbach, występując w pierwszej Bundeslidze zaliczając dwanaście spotkań. Trzecim zawodnikiem był Giora Spiegel, który spisał się najlepiej w Europie, w 1973 dołączył do Strasbourga a później grał w Olimpique Lyon. W lidze francuskiej rozegrał ponad sto meczów. Kilka lat później najbardziej utytułowanym w rozgrywkach Europejskich był obrońca Avi Cohen, występował w Liverpoolu i zdobył z tym klubem Mistrzostwo Anglii i Puchar Ligi Mistrzów. Jest do tej pory jedynym Izraelskim piłkarzem z tytułem najwyższych europejskich rozgrywek. Najbardziej rozpoznawalny Izraelski piłkarz lat 80 i 90 Ronny Rosenthal występował także w Liverpoolu oraz w wielu innych europejskich klubach. Kolejnym znanym przypadkiem był utalentowany ofensywny pomocnik Eli Ohana, odnosił sukcesy w KV Mechelen, a później reprezentował barwy portugalskiego klubu S.C Braga. Znanym zawodnikiem, który w roku 1996 został wypożyczony do angielskiego FC Southampton był Eyal Berkovic, który bardzo dobrze spisywał się w Premier League i na dłużej zagościł w tej lidze. Do niedawna występującym także w lidze angielskiej a przedtem hiszpańskiej była największa gwiazda ostatnich lat tej reprezentacji Yossi Benayoun.

## Najlepsze mecze
| Data       | Miejsce            | Rozgrywki                       | Przeciwnik | Wynik |
| ---------- | ------------------ | ------------------------------- | ---------- | ----- |
| 13.10.1993 | Paryż, Francja     | Eliminacje do Mistrzostw Świata | Francja    | 3-2   |
| 15.04.1998 | Jerozolima, Izrael | Towarzyski                      | Argentyna  | 2-1   |
|            |                    |                                 |            |       |

## Eliminacje doMistrzostw Świata w Piłce Nożnej 2014

### Grupa F
| Lp. | Drużyna           | M  | Mecze | Mecze | Mecze | Bramki | Bramki | Bramki | Pkt |
| Lp. | Drużyna           | M  | W     | R     | P     | +      | −      | +/−    | Pkt |
| --- | ----------------- | -- | ----- | ----- | ----- | ------ | ------ | ------ | --- |
| 1.  | Rosja             | 10 | 7     | 1     | 2     | 20     | 5      | +15    | 22  |
| 2.  | Portugalia        | 10 | 6     | 3     | 1     | 20     | 9      | +11    | 21  |
| 3.  | Izrael            | 10 | 3     | 5     | 2     | 19     | 14     | +5     | 14  |
| 4.  | Azerbejdżan       | 10 | 1     | 6     | 3     | 7      | 11     | −4     | 9   |
| 5.  | Irlandia Północna | 10 | 1     | 4     | 5     | 9      | 17     | −8     | 7   |
| 6.  | Luksemburg        | 10 | 1     | 3     | 6     | 7      | 26     | −19    | 6   |

|                   | Portugalia | Rosja | Izrael | Irlandia Północna | Azerbejdżan | Luksemburg |
| ----------------- | ---------- | ----- | ------ | ----------------- | ----------- | ---------- |
| Portugalia        | X          | 1:0   | 1:1    | 1:1               | 3:0         | 3:0        |
| Rosja             | 1:0        | X     | 3:1    | 2:0               | 1:0         | 4:1        |
| Izrael            | 3:3        | 0:4   | X      | 1:1               | 1:1         | 3:0        |
| Irlandia Północna | 2:4        | 1:0   | 0:2    | X                 | 1:1         | 1:1        |
| Azerbejdżan       | 0:2        | 1:1   | 1:1    | 2:0               | X           | 1:1        |
| Luksemburg        | 1:2        | 0:4   | 0:6    | 3:2               | 0:0         | X          |

## Eliminacje doMistrzostw Europy w Piłce Nożnej 2016
| Zespół               | Pkt | M  | W | R | P  | Br+ | Br− | +/− |
| -------------------- | --- | -- | - | - | -- | --- | --- | --- |
| Belgia               | 23  | 10 | 7 | 2 | 1  | 24  | 5   | +19 |
| Walia                | 21  | 10 | 6 | 3 | 1  | 11  | 4   | +7  |
| Bośnia i Hercegowina | 17  | 10 | 5 | 2 | 3  | 17  | 12  | +5  |
| Izrael               | 13  | 10 | 4 | 1 | 5  | 16  | 14  | +2  |
| Cypr                 | 12  | 10 | 4 | 0 | 6  | 16  | 17  | –1  |
| Andora               | 0   | 10 | 0 | 0 | 10 | 4   | 36  | -32 |

|                      | Walia | Izrael | Belgia | Cypr | Bośnia i Hercegowina | Andora |
| -------------------- | ----- | ------ | ------ | ---- | -------------------- | ------ |
| Walia                | X     | 0:0    | 1:0    | 2:1  | 0:0                  | 2:0    |
| Izrael               | 0:3   | X      | 0:1    | 1:2  | 3:0                  | 4:0    |
| Belgia               | 0:0   | 3:1    | X      | 5:0  | 3:1                  | 6:0    |
| Cypr                 | 0:1   | 1:2    | 0:1    | X    | 2:3                  | 5:0    |
| Bośnia i Hercegowina | 2:0   | 3:1    | 1:1    | 1:2  | X                    | 3:0    |
| Andora               | 1:2   | 1:4    | 1:4    | 1:3  | 0:3                  | X      |

## Eliminacje doMistrzostw Świata w Piłce Nożnej 2018

### Grupa G
| Zespół             | Pkt | M  | W | R | P  | Br+ | Br− | +/− |
| ------------------ | --- | -- | - | - | -- | --- | --- | --- |
| Hiszpania          | 28  | 10 | 9 | 1 | 0  | 36  | 3   | +33 |
| Włochy             | 23  | 10 | 7 | 2 | 1  | 21  | 8   | +13 |
| Albania            | 13  | 10 | 4 | 1 | 5  | 10  | 13  | -3  |
| Izrael             | 12  | 10 | 4 | 0 | 6  | 10  | 15  | -5  |
| Macedonia Północna | 11  | 10 | 3 | 2 | 5  | 15  | 15  | 0   |
| Liechtenstein      | 0   | 10 | 0 | 0 | 10 | 1   | 39  | -38 |

|                    | Albania | Hiszpania | Włochy | Izrael | Macedonia Północna | Liechtenstein |
| ------------------ | ------- | --------- | ------ | ------ | ------------------ | ------------- |
| Albania            | X       | 0:2       | 0:1    | 0:3    | 2:1                | 2:0           |
| Hiszpania          | 3:0     | X         | 3:0    | 4:1    | 4:0                | 8:0           |
| Włochy             | 2:0     | 1:1       | X      | 1:0    | 1:1                | 5:0           |
| Izrael             | 0:3     | 0:1       | 1:3    | X      | 0:1                | 2:1           |
| Macedonia Północna | 1:1     | 1:2       | 2:3    | 1:2    | X                  | 4:0           |
| Liechtenstein      | 0:2     | 0:8       | 0:4    | 0:1    | 0:3                | X             |

## Eliminacje doMistrzostw Europy w Piłce Nożnej 2020

### Grupa G
| Zespół             | Pkt | M  | W | R | P | Br+ | Br− | +/− |
| ------------------ | --- | -- | - | - | - | --- | --- | --- |
| Polska             | 25  | 10 | 8 | 1 | 1 | 18  | 5   | +13 |
| Austria            | 19  | 10 | 6 | 1 | 3 | 19  | 9   | +10 |
| Macedonia Północna | 14  | 10 | 4 | 2 | 4 | 12  | 13  | -1  |
| Słowenia           | 14  | 10 | 4 | 2 | 4 | 16  | 11  | +5  |
| Izrael             | 11  | 10 | 3 | 2 | 5 | 16  | 18  | -2  |
| Łotwa              | 3   | 10 | 1 | 0 | 9 | 3   | 28  | -25 |

|                    | Polska | Austria | Izrael | Słowenia | Macedonia Północna | Łotwa |
| ------------------ | ------ | ------- | ------ | -------- | ------------------ | ----- |
| Polska             | X      | 0:0     | 4:0    | 3:2      | 2:0                | 2:0   |
| Austria            | 0:1    | X       | 3:1    | 1:0      | 2:1                | 6:0   |
| Izrael             | 1:2    | 4:2     | X      | 1:1      | 1:1                | 3:1   |
| Słowenia           | 2:0    | 0:1     | 3:2    | X        | 1:1                | 1:0   |
| Macedonia Północna | 0:1    | 1:4     | 1:0    | 2:1      | X                  | 3:1   |
| Łotwa              | 0:3    | 1:0     | 0:3    | 0:5      | 0:2                | X     |

#### Baraże o udział w Euro 2020

##### Półfinały
| 8 października 2020 20:45 CET                                                       | Szkocja | 0:0 (dogr.) k. 5:3(0:0, 0:0, 0:0)Raport                     | Izrael | Hampden Park, Glasgow Widzów: 0 Sędzia: Ovidiu Hațegan |
|                                                                                     |         |                                                             |        |                                                        |
|                                                                                     |         | Rzuty karne                                                 |        |                                                        |
| John McGinn · Callum McGregor · Scott McTominay · Lawrence Shankland · Kenny McLean |         | Eran Zahawi · Nir Biton · Shon Weissman · Mohammad Abu Fani |        |                                                        |

## Udział wMistrzostwach Świata
- 1930 – Nie brał udziału (jako Mandat Palestyny/Erec Izrael)
- 1934 – 1938 – Nie zakwalifikował się (jako Mandat Palestyny/Erec Izrael)
- 1950 – 1966 – Nie zakwalifikował się
- 1970 – Faza grupowa
- 1974 – 2022 – Nie zakwalifikował się

## Udział wMistrzostwach Europy
- 1960 – 1992 – Nie brał udziału (nie był członkiem UEFA)
- 1996 – 2024 – Nie zakwalifikował się

## Udział wPucharze Azji
- 1956 – II miejsce
- 1960 – II miejsce
- 1964 – Mistrzostwo
- 1968 – III miejsce
- od 1972 – Nie bierze udziału (nie jest członkiem AFC)

## Rekordziści
Kolorem niebieskim zaznaczono wciąż aktywnych piłkarzy
| # | Nazwisko           | Lata gry w kadrze | Mecze | Bramki |
| - | ------------------ | ----------------- | ----- | ------ |
| 1 | Arik Benado        | 1995–2007         | 94    | 0      |
| 2 | Alon Harazi        | 1992–2006         | 89    | 1      |
| 3 | Josi Benajun       | 1998–             | 88    | 24     |
| 4 | Amir Szelach       | 1992–2001         | 85    | 0      |
| 5 | Nir Klinger        | 1987–1997         | 83    | 2      |
| 6 | Mordechaj Spiegler | 1963–1977         | 82    | 32     |
| 7 | Awi Nimni          | 1992–2006         | 80    | 17     |
| 8 | Tal Banin          | 1990–2002         | 78    | 13     |
| 8 | Jicchak Szum       | 1969–1981         | 78    | 10     |
| 8 | Ejal Berkowic      | 1992–2004         | 78    | 9      |

| Lp | Nazwisko            | Lata gry w kadrze | Bramki | Mecze |
| -- | ------------------- | ----------------- | ------ | ----- |
| 1  | Mordechaj Spiegler  | 1963–1977         | 32     | 83    |
| 2  | Jehoszua Feigenbaum | 1966–1977         | 24     | 51    |
| 2  | Josi Benajun        | 1998–             | 24     | 88    |
| 3  | Ronen Harazi        | 1992–1999         | 23     | 53    |
| 5  | Nachum Stelmach     | 1956–1968         | 22     | 61    |
| 6  | Gideon Damti        | 1971–1981         | 20     | 69    |
| 7  | Gijjora Spiegel     | 1965–1980         | 18     | 44    |
| 7  | Jehoszua Glazer     | 1949–1961         | 18     | 35    |
| 9  | Eli Ochanna         | 1984–1997         | 17     | 51    |
| 9  | Awi Nimni           | 1992–2006         | 17     | 80    |

## Trenerzy reprezentacji Izraela od lat 90.
- 1988–1992  Jicchak Szne’ur i  Ja’akow Grundman
- 1992–1999  Szelomo Szarf
- 2000–2002  Richard Møller Nielsen
- 2002–2006  Awraham Grant
- 2006–2010  Dror Kasztan
- 2010  Eli Ochanna (tymczasowy)
- 2010–2011  Luis Fernández
- 2011–2015  Eli Guttman
- 2016  Allon Chazzan (tymczasowy)
- 2016–2017  Elisza Lewi
- 2018  Allon Chazzan (tymczasowy)
- 2018–2019  Andreas Herzog
- 2020–2022  Willibald Ruttensteiner
- 2022  Marco Balbul
- 2022  Gadi Brumer
- 2022–  Allon Chazzan